# 柴田功
柴田 功（しばた いさお、1964年（昭和39年）9月16日 - ）は、日本の教育者。情報教育、ICT利活用教育の有識者である。神奈川県立上鶴間高等学校校長。令和4年度視聴覚教育・情報教育功労者表彰（文部科学大臣表彰）。文部科学省ICT活用教育アドバイザー。

## 主な取組
- 文部科学省 2016年〜2017年「学校におけるICT環境整備の在り方に関する有識者会議」委員[2]
- 全国高等学校情報教育研究会 事例発表[3][4][5][6][7][8][9]
- 「ICTを活用した教育の推進に資する実証事業」eスクール ステップアップ・キャンプ 2014 東日本大会[9]

## 略歴
- 1964年（昭和39年）川崎市幸区で生まれる
- 1977年（昭和52年）川崎市立古川小学校卒業
- 1980年（昭和55年）川崎市立塚越中学校卒業
- 1983年（昭和58年）神奈川県立多摩高等学校卒業
- 1987年（昭和62年）東京理科大学理学部物理学科卒業
- 1987年（昭和62年）神奈川県立青少年センター科学部科学課技師
- 1989年（平成元年）神奈川県立柿生高等学校教諭（理科）
- 1995年（平成07年）神奈川県立川崎北高等学校教諭（理科・情報科）
- 2004年（平成16年）神奈川県立総合教育センター指導主事
- 2009年（平成21年）神奈川県教育委員会教育局高校教育課指導主事
- 2016年（平成28年）神奈川県立鶴見高等学校教頭・2017年副校長
- 2018年（平成30年）神奈川県教育委員会教育局総務室ICT推進担当課長
- 2020年（令和02年）神奈川県立川崎北高等学校校長
- 2022年（令和04年）神奈川県立希望ケ丘高等学校校長
- 2024年（令和06年）神奈川県立上鶴間高等学校校長